# Monseñor José Vicente de Unda
Monseñor José Vicente de Unda è un comune del Venezuela situato nello Stato di Portuguesa.
Il capoluogo del comune è la città di Paraíso de Chabasquén.